# 1342
1342 (MCCCXLII) var ett normalår som började en tisdag i den julianska kalendern.

## Händelser

### Maj
- 7 maj – Sedan Benedictus XII har avlidit den 25 april väljs Pierre Roger till påve och tar namnet Clemens VI.

### Okänt datum
- Visbys borgerskap låter döma och halshugga sin borgmästare Herman Swerting. Hans bröder låter sedermera bygga ett höggotiskt gravkapell i Mariakyrkan till hans ära.
- Småländska Växjö får stadsprivilegium.
- Kung Ludvig den store av Ungern förvärvar även Polens krona.

## Födda
- 15 januari – Filip II, hertig av Burgund.
- Clemens VII, född Robert av Genève, motpåve 1378–1394.

## Avlidna
- 25 april – Benedictus XII, född Jacques Fournier, påve sedan 1334.
- 3 september – Anna av Trapezunt, regerande kejsarinna av Trapezunt.